# Bosque de frondosas
El bosque de frondosas, bosque de hoja ancha o bosque latifoliado, es el bosque o comunidad de árboles donde predominan las angiospermas; es decir, árboles de hoja ancha o planifolios, los cuales son considerados plantas superiores con semillas dentro de un ovario y con conducción de los líquidos a través de vasos.
A diferencia de los bosques de coníferas, los bosques de frondosas son más diversos, usualmente requieren más humedad y son más cálidos pues predominan en climas tropicales, aunque también abundan en climas templados. 

## Tipos

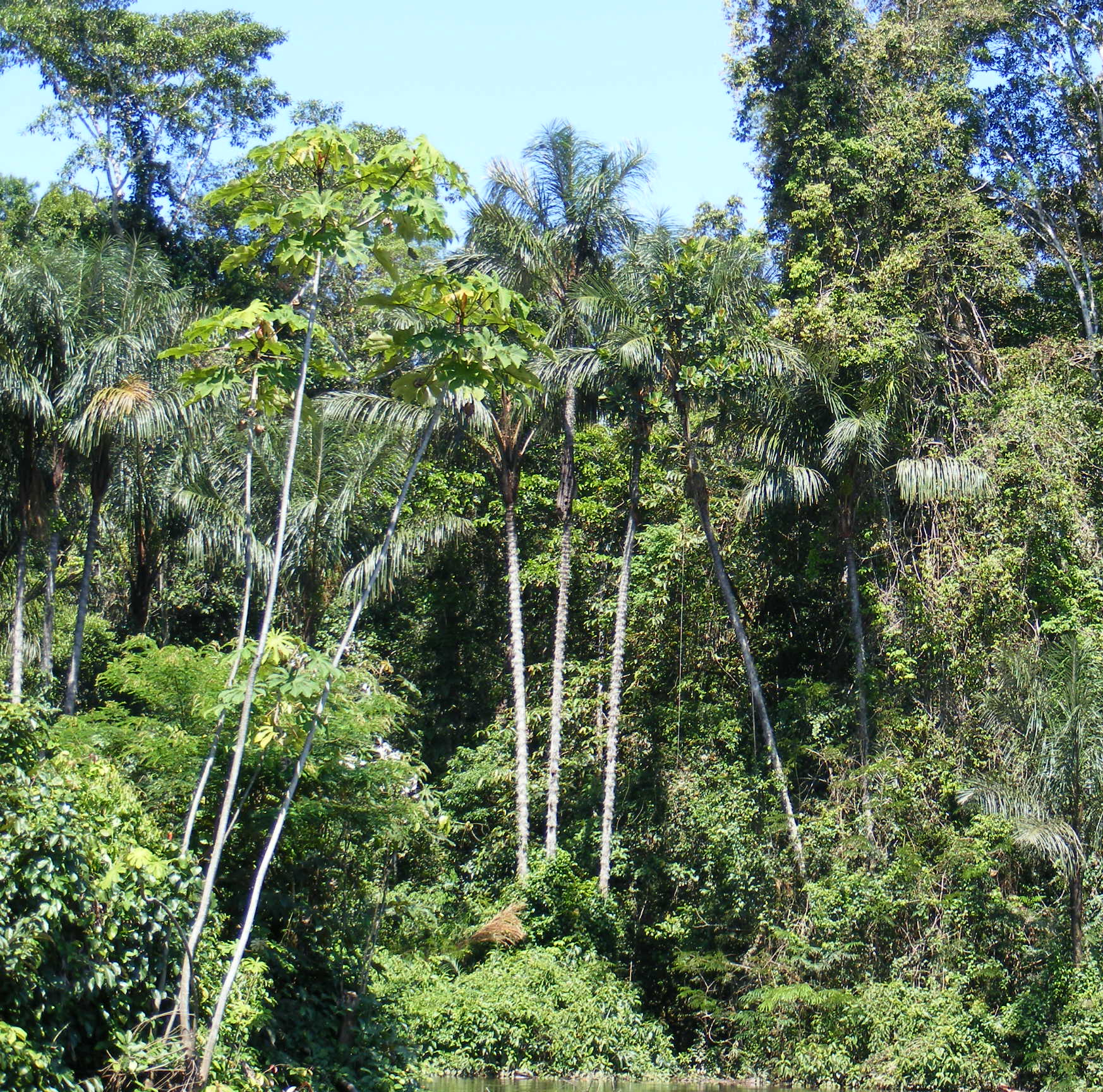
Selva tropical del Amazonas.

De acuerdo con la estacionalidad de su follaje, pueden ser bosques de hoja perenne (siempreverde) o de hoja caduca, por lo que el bosque será perennifolio, subperennifolio, caducifolio o subcaducifolio.
Según el clima puede haber los siguientes tipos de bosque de frondosas:
- Bosques tropicales y subtropicales.
  - Pluvisilva o selva húmeda
  - Hiemisilva o bosque seco
  - Nimbosilva o bosque montano
- Bosques templados de frondosas
  - Durisilva o bosque mediterráneo
  - Aestisilva o bosque templado caducifolio
  - Laurisilva o bosque laurifolio